# 國立臺灣大學佛學數位圖書館
國立臺灣大學佛學數位圖書館（簡稱臺大佛學數位圖書館、NTU Digital Library of Buddhist Studies）是國立臺灣大學所屬的佛學網路資料庫。源於1995年國立臺灣大學文學院佛學研究中心建立「佛學網路資料庫」，目前佛學數位圖書館收錄書目49萬餘篇、研究文獻全文14萬餘篇（包括梵、巴、藏、英、日等45種語言佛典），並持續開發「全文檢索」、「佛學著者規範資料庫」、「收錄期刊指南」、「五語對照關鍵字庫」、「主題書目」等圖書整理，並有數位佛典、佛教語言教學、佛學博物館等相關典藏，更建置有「佛學著者權威資料庫」。是臺大唯一連續四度獲選為該年度國家圖書館編印之《臺灣漢學研究數位資源選介》宗教社會類精選代表性網站，更成為唯一入選「全球大學百大數位圖書館」的台灣中文數位圖書館。

## 歷史
1994年，剛成立的國立臺灣大學文學院佛學研究中心明文規定佛學研究資料之蒐集為其主要工作之一，故於1995年建置「佛學網路資料庫」，成立之初獲得嘉義縣香光寺與楊建礎夫婦各捐新台幣100萬元才得以支應初期財務需要，便開始蒐集各地佛學書目和論文全文，透過電腦建檔建立系統化之佛學文獻資料庫。經兩、三年資料蒐集建置，釋恆清教授欲將資料庫捐贈臺大圖書館網站但未獲接受，幸獲臺大資工系陳文進教授兼任電算中心組長之幫助取得一個網址，讓資料庫成立網站。1997年，蕭鎮國捐贈臺大佛研中心《大正藏》的25冊電子檔，釋恆清教授成立的「中華電子佛典協會」以5年時間完成《大正藏》數位化。
1999年底，台大校長陳維昭教授與法鼓山中華佛學研究所創辦人聖嚴法師簽訂合作條約，將資料庫更名為「佛學數位圖書館暨博物館」，2000年5月6日，位於台大舊總圖二樓的辦公室正式啟用。2003年4月1日起，改由國立臺灣大學圖書館接手經營，由館長項潔教授擔任計畫主持人。2009年，再由台大文學院接辦、國立臺灣大學數位人文中心支援，項潔教授續任計畫主持人。 
2017年，釋恆清教授與臺大簽訂協議將「佛學數位圖書館暨博物館」正式捐贈給臺大，2018年4月1日，再改回國立臺灣大學圖書館負責，項潔教授續任計畫主持人。2020年8月1日起，更名為「臺大佛學數位圖書館」，由臺大負責永續建置、更新、提升佛圖的內容和品質。

### 腳註
1. ↑  臺灣大學佛學圖書暨博物館 榮登全球大學百大圖書館，台大校訊第1335期
2. ↑  佛學數位圖書館暨博物館 -- 台大與中華佛研所共同開啟新的里程碑，佛學研究中心學報，2000.07

### 文獻
- 高巧倫、項潔，〈臺灣大學佛學數位圖書館暨博物館計畫：緣起、建構、未 來〉，《佛教圖書館館刊》第48期，2008年12月。
- 侯坤宏採訪，〈佛學資料數位化之拓展〉，《杏壇衲履：恆清法師訪談錄 （页面存档备份，存于）》，國史館，2007年。

## 外部連結
- 官方网站